# 1066

## Събития
- Битката при Хейстингс, Уилям Завоевателя завладява Англия и става неин крал

## Починали
- 25 септември – Харалд III, крал на Норвегия
- 14 октомври – Харолд II, крал на Англия